# Isabella Andreini
Isabella Andreini (ur. 1562, zm. 10 czerwca 1604) – aktorka commedii dell’arte i poetka włoska. Słynęła z urody i inteligencji, którą opiewali współcześni jej poeci: Torquato Tasso, Giambattista Marino i Gabriello Chiabrera. Żona Francesco Andreiniego, z którym występowała w trupie Gelosi i we Francji przed królem Henrykiem IV. W 1604 podczas powrotu z Fontainebleau do Włoch, poroniła i zmarła w Lyonie. Została pochowana w Lyonie, w kościele św. Krzyża.